# Nati nel 1304
| Questa pagina contiene informazioni ricavate automaticamente dalle voci biografiche con l'ausilio del template Bio e di un bot. L'aggiornamento è periodico e automatico e ricostruisce completamente la pagina. Se manca una persona in questa lista, sei pregato di non aggiungerla, ma accertati piuttosto che la sua voce biografica contenga il template Bio e che i dati anagrafici siano correttamente compilati. Se il template Bio manca, inseriscilo tu stesso o, in alternativa, metti l'avviso {{tmp\|Bio}} che ne segnala la mancanza. Se i dati riportati sono sbagliati, correggi direttamente la voce biografica; le modifiche saranno visibili in questa lista entro pochi giorni. Per chiarimenti vedi il progetto biografie. La lista contiene solo le 15 persone che sono citate nell'enciclopedia e per le quali è stato implementato correttamente il template Bio. Pagina aggiornata al 2 mag 2025. |

- 16 febbraio - Jayaatu Khan, imperatore cinese († 1332)
- 24 febbraio - Ibn Baṭṭūṭa, viaggiatore, storico e giurista berbero
- 9 aprile - Venturino da Bergamo, religioso italiano († 1346)
- 6 giugno - Francesco Albergotti, giurista italiano († 1376)
- 20 luglio - Francesco Petrarca, scrittore, poeta e filosofo italiano († 1374)
- Francesco Bevilacqua, giurista e ambasciatore italiano († 1368)
- Giovanni Colombini, mercante italiano († 1367)
- Günther XXI di Schwarzburg, sovrano tedesco († 1349)
- Luigi I di Fiandra, conte († 1346)
- Guido Sette, arcivescovo italiano († 1367)
- Tommaso II di Saluzzo, marchese italiano († 1357)
- Giovanna di Valois, nobile francese († 1363)
- Giovanni Visconti da Oleggio, politico italiano († 1366)
- Giovanni d'Aragona, arcivescovo cattolico spagnolo († 1334)
- Ludwig van Kempen, cantore fiammingo († 1361)